# Mario Scelba
Mario Scelba (Caltagirone, 5 settembre 1901 – Roma, 29 ottobre 1991) è stato un politico italiano, presidente del Consiglio dei ministri italiano dal 10 febbraio 1954 al 6 luglio 1955 e presidente del Parlamento europeo dal 1969 al 1971.
Fu parlamentare italiano dal 1946 (nell'Assemblea Costituente) fino al 1983, ministro dell'Interno dal 2 febbraio 1947 al 7 luglio 1953 e dal 26 luglio 1960 al 21 febbraio 1962.

## Biografia

### Giovinezza ed esordi in politica
Mario Scelba conosceva il suo concittadino Don Luigi Sturzo sin dalla più tenera età e ne divenne segretario particolare nel 1921. Aderì così subito al Partito Popolare Italiano. Durante il Ventennio esercitò la professione di avvocato civilista, e divenne amico di Alcide De Gasperi. Nel 1943, sbarcati in luglio gli alleati in Sicilia, contribuì a scrivere il primo documento programmatico del partito, Le idee ricostruttive della Democrazia Cristiana.

### Ministro delle poste e delle telecomunicazioni
Membro della Consulta nazionale per la Democrazia Cristiana, nel dicembre 1945 divenne Ministro delle poste e delle telecomunicazioni nel primo governo De Gasperi. Alla vigilia del referendum istituzionale del 1946 la DC era decisa a pronunciarsi in favore della monarchia, ma poi cambiò idea su indicazione dello stesso Scelba, che riteneva pericoloso lasciare la preferenza repubblicana in mano ai comunisti.
Eletto nel giugno 1946 deputato all'Assemblea Costituente nel collegio di Catania, fu nominato Ministro dell'Interno da De Gasperi il 2 febbraio 1947.

### Ministro dell'Interno

Scelba presta giuramento come Ministro dell'Interno nel governo De Gasperi VI, davanti al Presidente della Repubblica Italiana Luigi Einaudi e al Presidente del Consiglio Alcide De Gasperi. Roma 27 gennaio 1950.

Il banditismo siciliano costituì la prima grande questione da affrontare. Di fronte alla strage di Portella della Ginestra del 1º maggio 1947, l'atteggiamento del Ministro dell'Interno fu inizialmente teso a minimizzare l'accaduto, definendo l'eccidio un caso circoscritto di «banditismo feudale», negandone la natura politica. A questo atteggiamento reticente, smentito dagli stessi proclami istericamente anticomunisti del bandito Salvatore Giuliano, seguì una vasta serie di operazioni militari che portarono infine all'uccisione del bandito. Uno dei provvedimenti presi da Scelba fu la creazione, il 26 agosto 1949, del Comando forze repressione banditismo al cui vertice fu posto il colonnello dei carabinieri Ugo Luca proveniente dal Servizio informazioni militare e da pochi giorni in servizio all'Ispettorato generale di polizia in Sicilia. Aveva ai suoi ordini 27 ufficiali dei carabinieri e 16 della polizia, e 2.000 uomini (1.500 carabinieri e 500 poliziotti). Capo di stato maggiore fu l'allora capitano dei carabinieri Carlo Alberto dalla Chiesa mentre il responsabile del nucleo informazioni era il tenente colonnello Giacinto Paolantonio.
In pochi mesi fu fatto il vuoto intorno a Giuliano, catturando o uccidendo diversi membri della banda e il 3 luglio 1950 a Castelvetrano uomini del corpo, al comando del capitano Antonio Perenze, dichiararono di aver ucciso il bandito. In realtà quella fu la versione ufficiale imposta dal Comando generale dell'Arma, perché Giuliano era stato ucciso nel sonno dal cugino e luogotenente Gaspare Pisciotta, che era informatore degli uomini del colonnello Luca. Luca fu promosso generale e il reparto sciolto.
In vista delle elezioni politiche del 1948, preparò lo Stato al possibile scoppio di una guerra civile, rafforzando la polizia, espellendo da essa elementi considerati, dal suo punto di vista, di dubbia fedeltà, conseguenti ad arruolamenti provvisori avvenuti sul finire della guerra, come la cosiddetta polizia ausiliaria, di cui fece parte un numero di ex partigiani, per la maggior parte provenienti dalle Brigate Garibaldi. Scelba riteneva che essendo composte da un'alta percentuale di comunisti avrebbero potuto agire dall'interno delle forze dell'ordine per attuare la rivoluzione comunista in Italia. Tali elementi vennero quindi sostituiti con uomini di fiducia - chiamati in maniera dispregiativa «scelbiatti» - la cui risolutezza e spicciatività provocò tumulti sia in piazza che in Parlamento. Gli effettivi della polizia, dal luglio del 1947 al gennaio del 1948, aumentarono di 30.000 unità, fino a raggiungere una forza complessiva di 70.000 uomini, in aggiunta ai 75.000 effettivi dell'Arma dei Carabinieri e ai circa 45.000 agenti della Guardia di Finanza. Il titolare dell'Interno impegnò la macchina organizzativa del Ministero e delle questure nel lavoro per la costituzione e la dislocazione nelle aree nevralgiche del territorio nazionale di reparti mobili e di pronto intervento.
La gestione di Scelba determinò una rapida riorganizzazione del Corpo delle Guardie di Pubblica Sicurezza. La celere, nata sotto il suo predecessore Giuseppe Romita, crebbe perfezionando l'equipaggiamento (fu dotata di mitragliatrici pesanti e addirittura di mortai) e distinguendosi come un vero e proprio reparto di pronto impiego militare, idoneo a situazioni belliche che l'insorgente guerra fredda rendeva non improbabili. I reparti della celere divennero unità assai organiche e coese, la cui complessità e consistenza quantitativa variavano in funzione dei problemi d'ordine pubblico previsti.
Con le elezioni del 1948 fu eletto alla Camera dei deputati, dove fu costantemente riconfermato fino al 1968, quando passò al Senato. Dopo le prime elezioni politiche, divenne meno acuto il pericolo di insurrezione generale armata delle sinistre. Si passò al tempo delle manifestazioni, violente ma in genere non armate. Nell'Italia di quegli anni, le manifestazioni erano organizzate soprattutto dal PCI e dal PSI, per cui Scelba si fece rapidamente fama di nemico e persecutore del comunismo.
Scelba fu colui che coniò, il 6 giugno 1949 a Venezia, nel corso del terzo congresso nazionale della Democrazia Cristiana, il termine «culturame».
Scelba contrastò duramente l'operato di Don Zeno Saltini, protagonista di iniziative a favore degli orfani e dei diseredati, tra le quali Nomadelfia, ma le cui idee progressiste avrebbero potuto essere confuse con l'applicazione degli ideali comunisti. La sua opposizione a Don Zeno e a Nomadelfia venne pesantemente criticata sia dagli intellettuali della sinistra che da quelli cattolici. 
Dall'11 luglio al 18 settembre 1952 fu sostituito al Ministero da Giuseppe Spataro, perché fu colpito da malattia. Dello stesso anno è la legge che porta il suo nome che introdusse il reato di apologia del fascismo.
Restò lungamente al dicastero dell'Interno, fino al luglio 1953 come ministro, e dal 1954 al 1955 con l'interim.

### Presidente del Consiglio dei Ministri
Il nome di Scelba è legato anche alla legge elettorale del 1953 proposta dal governo De Gasperi, quella che venne definita all'epoca dalle opposizioni la «legge truffa»: essa era il tentativo di modificare in senso maggioritario la legge proporzionale vigente dal 1946, introducendo un premio di maggioranza consistente nell'assegnazione del 65% dei seggi della Camera dei deputati alla lista o a un gruppo di liste apparentate in caso di raggiungimento del 50% più uno dei voti validi.

La legge n. 148 del 31 marzo 1953 passò con i soli voti della maggioranza democristiana ma non ebbe effetti pratici, dal momento che alle elezioni politiche dello stesso anno il partito e le liste a essa apparentate non ottennero la maggioranza assoluta.

Scelba la respinse quando si accorse che il margine di successo era troppo risicato, prevedendo una forte reazione delle opposizioni e affermando: «L'idea è buona, ma se noi proponiamo una simile legge questa legge sarà chiamata "truffa" e noi saremo chiamati "truffatori"».
Scelba fu nominato Presidente del Consiglio dei ministri il 10 febbraio 1954 in un esecutivo centrista, con il segretario del PSDI Giuseppe Saragat come vicepresidente dove mantenne la carica di Ministro dell'Interno ad interim. Il governo Scelba cercò forti relazioni con gli Stati Uniti e contribuì a risolvere le questioni in sospeso in tempo di guerra, come il recupero di Trieste.
Lasciò la Presidenza del Consiglio dopo l'elezione a Presidente della Repubblica di Giovanni Gronchi, il 6 luglio 1955.
Rieletto alla Camera nel 1958 fu presidente della commissione Affari costituzionali a Montecitorio e l'anno successivo della commissione Esteri.
Tornò ancora Ministro dell'Interno nel luglio 1960, in occasione del governo varato da Fanfani, dopo l'episodio del governo Tambroni con i gravi fatti di Genova e quelli contestuali di Roma e Reggio Emilia, fino al febbraio 1962.

### Al Senato e in Europa
Ostile al centro-sinistra, dopo l'avvento del primo governo Moro nel quale per la prima volta entravano a far parte i socialisti decise di assumere una posizione defilata. Nel 1966 fu invitato a far parte del terzo governo Moro, sempre di centrosinistra, ma rifiutò l'offerta.
Eletto senatore nel 1968 e dal 1969 al 1979 fece parte della «Rappresentanza italiana al Parlamento europeo».
Nel 1969 fu eletto Presidente del Parlamento europeo, carica che avrebbe mantenuto fino al 1971, e presidente del Consiglio nazionale della Democrazia Cristiana, incarico che avrebbe lasciato nel 1973.
Fu costantemente rieletto al Senato della Repubblica in Sicilia nel 1972, 1976 e 1979, e in quell'ultimo triennio fu presidente della Giunta per gli affari delle Comunità Europee.
Restò in parlamento fino al 1983, anno in cui si ritirò dalla vita politica.

Scelba congratulato da esponenti della sua corrente. Fra gli altri: Giuseppe Trabucchi, Oscar Luigi Scalfaro, Fiorentino Sullo, Silvio Gava, Angelo Raffaele Jervolino, Amintore Fanfani.

Fra le personalità a lui maggiormente legate, il futuro Presidente della Repubblica Oscar Luigi Scalfaro.

### Morte
I suoi funerali si tennero, alla presenza dei massimi dirigenti della Democrazia Cristiana del tempo, il 31 ottobre 1991 nella chiesa di San Gioacchino nel rione Prati, a Roma.
Scelba destinò tutti i suoi risparmi di deputato e di presidente del Parlamento Europeo (circa 100 milioni di lire) alla Diocesi di Caltagirone, in forma del tutto anonima e solo dopo la sua morte venne comunicato al Vescovo l'identità dello sconosciuto, generoso donatore.

## Giudizio storico

### La repressione politica nel dopoguerra
Scelba, divenuto Ministro dell'Interno il 2 febbraio 1947, diede il via a una politica repressiva che, secondo lo storico Giuseppe Carlo Marino, docente ordinario dell'Università di Palermo, rappresentò una torsione antidemocratica che causò numerose vittime. Sempre secondo il parere di tale studioso, l'avversione a idee di giustizia sociale di stampo socialcomunista, in nome di una priorità di ordine economico, portò a violare le libertà costituzionali di opinione e assemblea nei confronti di appartenenti alle formazioni sindacali e delle sinistre.
Secondo Indro Montanelli, invece, la riorganizzazione della polizia da lui effettuata permise una riduzione dei delitti politici e un miglioramento della sicurezza dei cittadini; questa tesi è stata anche affermata dagli autori Elena Aga Rossi e Viktor Zaslavskij. Si è in proposito sostenuto che il giudizio storico dovrebbe considerare il fatto che nel dopoguerra vi erano «numerose agitazioni che – nate spesso da legittime esigenze sindacali – venivano trasformate dal Partito Comunista Italiano in manifestazioni che assumevano spesso un carattere violento. Nel contesto interno ma anche internazionale del dopoguerra Scelba si trovò a fronteggiare queste manifestazioni usando talvolta il pugno duro. In alcune occasioni gli scontri tra polizia e manifestanti provocarono anche dei morti, e di ciò il PCI accusò appunto Scelba. Il termine "scelbismo" fu usato per molti anni come un insulto per bollare qualsiasi comportamento del governo che non fosse arrendevole nei confronti dei comunisti».
In ogni caso, il suo nome è legato a una legge, pubblicata nella Gazzetta Ufficiale nº 143 il 23 giugno 1952, la legge n. 645, nota come «legge Scelba», che vieta l'apologia del regime fascista e del Partito Nazionale Fascista, che è classificata come reato.

### La strage di Portella della Ginestra e l'atteggiamento nei confronti della mafia

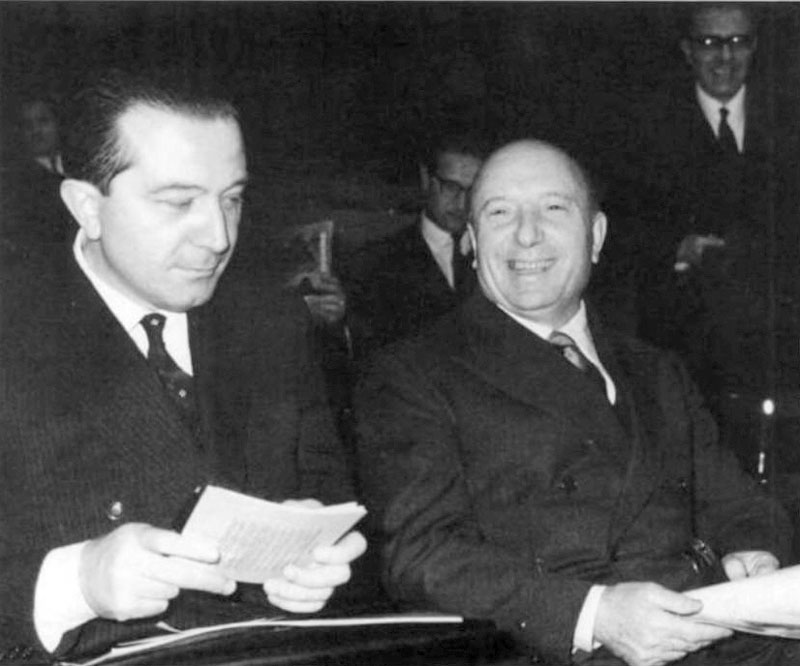
Scelba con Giulio Andreotti.

Dopo le elezioni regionali in Sicilia del 1947 dove il partito Blocco del popolo aveva ottenuto il 30% dei voti, nella piana di Portella della Ginestra veniva festeggiato il 1º maggio; il bandito Salvatore Giuliano detto "il Re di Montelepre", assieme ai suoi uomini, intervenne facendo una strage di manifestanti disarmati, incluse donne e bambini provocando undici morti e numerosi feriti. Il 2 maggio 1947, all'indomani della strage, Scelba, all'Assemblea Costituente, risponde alle interrogazioni, affermando che non si era trattato di un delitto politico. Il nome di Scelba, assieme ad altri deputati come Giovanni Alliata di Montereale e Bernardo Mattarella, venne fatto da Gaspare Pisciotta, luogotenente di Giuliano, e da altri banditi, durante il processo sulla strage svoltosi a Viterbo: in particolare, Pisciotta (che poi ritratta questa dichiarazione) afferma che una lettera firmata da Scelba, che il bandito avrebbe provveduto subito a bruciare, dette il via libera a Giuliano per attuare la strage: 
(Testo della presunta lettera di Scelba a Giuliano citata da Pisciotta.)
Due anni dopo la strage di Portella della Ginestra, nel giorno dell'anniversario, il segretario del Partito Comunista Italiano in Sicilia Girolamo Li Causi, si rivolse pubblicamente a Giuliano, chiedendogli di stilare una lista di nomi dei possibili colpevoli. L'appello portò a un impensabile scambio pubblico pubblicato sul quotidiano l'Unità. Li Causi ricevette una risposta scritta dal bandito. Giuliano: «Sono solo gli uomini senza vergogna a fare i nomi, e non gli uomini che tendono a farsi giustizia da soli, che mirano a mantenere alta la propria reputazione nella società»; allora Li Causi replicò: «Non capisci che Scelba, il ministro dell'interno, ti farà uccidere?»; Giuliano rispose ancora una volta: «So bene che Scelba vuole ammazzarmi, vuole giustiziarmi perché gli faccio vivere un incubo, posso fare in modo che sia portato a rispondere di azioni che se rivelate, distruggerebbero la sua carriera politica, e metterebbero fine alla sua esistenza».
La sentenza della Corte d'assise di Viterbo, che concluse quel processo, dichiarò infondate le accuse di Pisciotta. Anche il pubblico ministero nella sua requisitoria aveva definito inaffidabile Pisciotta, che aveva fornito nove diverse versioni della strage e inattendibili le sue accuse contro Scelba e gli altri politici. Del resto, che l'atteggiamento di Pisciotta facesse parte di una manovra organizzata per depistare, era stato dichiarato nel corso del processo dalla stessa madre di Giuliano e da alcuni componenti della banda e fu confermato, davanti alla Commissione parlamentare antimafia, sia da questi ultimi nel marzo 1966 sia, nel giugno 1972, dai due membri della banda che avevano seguito Pisciotta in quel depistaggio.
Nella prima puntata della trasmissione televisiva Tribuna politica andata in onda l'11 ottobre 1960, in vista delle elezioni amministrative del 6 e 7 novembre di quell’anno, il giornalista Gino Pallotta del quotidiano palermitano L'Ora chiese a Scelba come la DC intendesse garantire la libertà di voto in Sicilia stante la ripresa della delinquenza mafiosa e l’esponenziale aumento di reati riscontrati in concomitanza con la presentazione nella lista del comune di Mussomeli in cui era candidato il noto capomafia Giuseppe Genco Russo. Scelba preso in contropiede disse: "La mafia in Sicilia non esiste più da tempo".